# 中部利三郎
中部 利三郎（なかべ りさぶろう、1901年〈明治34年〉3月11日 - 1970年〈昭和45年〉3月6日）は、日本の実業家。大洋漁業副社長。大洋漁業創業者中部幾次郎の三男。

## 経歴
兵庫県明石市出身。中部幾次郎の三男。1924年、神戸高等商業学校を卒業。中部農事、林兼商店各監査役、大洋捕鯨取締役、林兼商店、林兼工業各常務、林兼造船副社長同社長を経て1951年、大洋漁業副社長。1955年、林兼産業社長。1963年、長崎放送社長。1964年、藍綬褒章・紺綬褒章を受章。

## 人物
宗教は浄土宗、仏教。趣味はゴルフ、将棋。住所は山口県下関市上田中町3丁目、同町1丁目、同市竹崎町、兵庫県明石市東魚町。

## 家族・親族
中部家
- 妻・光子（1907年 - ?、広島市長・藤田若水の四女）[5][6][7]
- 長女・とみ子[3] - 夫はピアニストで国立音楽大学名誉教授の柳川守[8]。
- 長男・一次郎[3]（林兼産業社長、1931年 - ） - 妻の緑はヤマサ醤油社長浜口儀兵衛の孫[9]。
- 二男[3]
- 三男・銀次郎[3]（1942年 - 2001年、アマチュアゴルファー）

親戚
- 兄・中部謙吉[6]（大洋漁業社長）
- 妻の父・藤田若水（弁護士、広島市長、衆議院議員）[7]